# De Pinte
De Pinte és un submunicipi belga de l'actual municipi de Nazareth-De Pinte a província de Flandes Oriental a la regió de Flandes. Està compost per les seccions de De Pinte i Zevergem.

## Seccions
| #  | Nom      | Extensió | Població |
| -- | -------- | -------- | -------- |
| I  | De Pinte | 8,85     |          |
| II | Zevergem | 9,13     |          |

## Situació

Mapa de De Pinte

- a. Sint-Denijs-Westrem (Gant)
- b. Zwijnaarde (Gant)
- c. Schelderode (Merelbeke)
- d. Melsen (Merelbeke)
- e. Vurste (Gavere)
- f. Eke (Nazareth)
- g. Nazareth
- h. Deurle (Sint-Martens-Latem)
- i. Sint-Martens-Latem

## Agermanaments
- Freiamt (Alemanya)